# Pulitzer-Preis/Audio-Berichterstattung
Der Pulitzer-Preis für Audio-Berichterstattung (Pulitzer Prize for Audio-Reporting) wird seit 2020 vergeben. Mit dem Preis wird eine herausragende Berichterstattung in einer Radiosendung oder einem Podcast ausgezeichnet.

## Preisträger

### 2020–2029
- 2024: Mitarbeiter des Invisisble Institute und von USG Audio für eine Serie über ein Hassverbrechen im Chicago der 1990er Jahre
- 2023: Mitarbeiter von Gimlet Media, insbesondere Connie Walker, für deren Nachforschungen über die schwierige Vergangenheit ihres Vaters, die eine größere Geschichte des Missbrauchs hunderter indigener Kinder in einer indianischen Internatsschule in Kanada ans Licht brachten, darunter auch andere Mitglieder von Walkers Großfamilie, eine persönliche Suche nach Antworten, die gekonnt mit rigorosen investigativen Berichten kombiniert wurde.[2]
- 2022: Mitarbeiter von Futuro Media, New York und PRX, Boston, für „Suave“, das schonungslos ehrliche und eindringliche Profil eines Mannes, der nach mehr als 30 Jahren Haft wieder in die Gesellschaft zurückkehrt.[3]
- 2021: Lisa Hagen, Chris Haxel, Graham Smith und Graham Smith vom National Public Radio für „No Compromise“, für eine investigative Serie über „kompromisslose“ Waffenrechtsaktivisten, die die tiefgreifenden Unterschiede und die sich vertiefende Spaltung zwischen amerikanischen Konservativen beleuchtete.[4]
- 2020: Mitarbeiter von This American Life mit Molly O’Toole, Los Angeles Times und Emily Green, freie Mitarbeiterin, Vice News für „The Out Crowd“, einen aufschlussreichen, intimen Journalismus, der die persönlichen Auswirkungen der „Remain in Mexico“-Politik der Trump-Regierung beleuchtet.[5][6]